# Spilosmylus interlineatus
Spilosmylus interlineatus is een insect uit de familie watergaasvliegen (Osmylidae), die tot de orde netvleugeligen (Neuroptera) behoort. 
Spilosmylus interlineatus is voor het eerst wetenschappelijk beschreven door McLachlan in 1870. De soort komt voor in het zuiden van Afrika.